# Valentino Degani
Valentino Degani   (Badia Polesine, 14 de febrer de 1905 - Bollate, 6 de novembre de 1974) fou un futbolista italià, que jugava de porter, que va competir durant les dècades de 1920 i 1930.
Bona part de la seva carrera esportiva la va fer a l'Inter de Milà (1924-1925 i 1928-1938), amb qui guanyà la lliga italiana el 1929-1930, però també jugà a l'AC Treviso (1925-1926) i l'ASD La Biellese (1938-1940).
El 1928 va ser seleccionat per disputar els Jocs Olímpics d'Amsterdam, on l'equip italià guanyà la medalla de bronze en la competició de futbol, però no jugà cap partit.